# Obergefreiter
Obergefreiter är en tjänstegrad inom Bundeswehr, den schweiziska armén och de tidigare tyska väpnade styrkorna.  I svenska försvarsmakten är motsvarande tjänstegrad vicekorpral.

## Bundeswehr
I Bundeswehr är Obergefreiter en manskapsgrad över Gefreiter och under Hauptgefreiter. På grund av att de tillhör manskapet kan Obergefreite inte ge order till någon enbart på grund av sin grad, på grundval av § 4 ("Vorgesetztenverordnung"). Liksom alla manskapsgrader får Obergefreite inte förklara sig som överordnade i enlighet med § 6 ("Vorgesetztenverordnung"), inte ens i nödsituationer.
Obergefreite har i regel genomgått grundutbildning, utbildning till  vaktsoldat och oftast en befattningsutbildning. Obergefreite tjänstgör till exempel som förare, infanterister, vaktsoldater, operatörer av vapensystem, mekaniker eller stabsassistenter.
Soldater, frivilliga tjänstgörare och reservister i alla karriärvägar kan utnämnas till Obergefreiter sex månader efter att de har tillträtt Bundeswehr.